# ニュージーランド・ブレイカーズ
ニュージーランド・ブレイカーズ（New Zealand Breakers）は、オーストラリアのNBLに所属するプロバスケットボールチームである。本拠地はニュージーランド・オークランドのオークランドシティアリーナ（スパークアリーナ）。

## 歴史
2003年にチームを発足。NBLとしては初の国外チームとして参加。
2010-11シーズンに初優勝を達成。2011-12、2012-13も優勝し3連覇を達成した。
2014-15シーズンに4度目の優勝。

## 主な歴代所属選手
- ポール・ヘナレ

- カーク・ペニー

- ロバート・ロー
- タイ・ウェスリー
- ウスマン・ジェン
- ヒューゴ・ベッソン
- ショーン・ロング
- RJ・ハンプトン
- リック・リカート
- コルトン・アイバーソン
- チャールズ・ジャクソン
- D・J・ニュービル
- ラキーム・クリスマス
- エドガル・ソサ
- アキル・ミッチェル

## 永久欠番
- 23 - C・J・ブルートン
- 24 - ディロン・バウチャー
- 32 - ポール・ヘナレ